# Токсичный мститель 2
«Токсичный мститель 2» (англ. The Toxic Avenger Part II) — фильм Ллойда Кауфмана и Майкла Херца 1989 года.

## Сюжет
Главный герой — Мелвин Джанко, превратившийся в первой серии фильма в токсичного мутанта, упав в контейнер с ядерными отходами, возвращается на экран. На свободу выходят злодеи из компании «Апокалипсис». Герою предстоит сразиться с японской компанией, намеревающейся снести дом для слепых и построить на его месте склад ядовитых химикалий.

## В ролях
| Актёр           | Роль                                                                             |
| --------------- | -------------------------------------------------------------------------------- |
| Рон Фазио       | Мелвин Джанко Токсичный Мститель, помощник председателя корпорации «Апокалипсис» |
| Джон Альтамура  | Мелвин Джанко Токсичный Мститель                                                 |
| Фиби Леджер     | Клэр девушка мстителя                                                            |
| Рик Коллинз     | председатель корпорации «Апокалипсис»                                            |
| Рикия Ясуока    | Биг Мак Банго торговец                                                           |
| Цутому Сэкинэ   | телеведущий                                                                      |
| Маяко Кацураги  | Масами                                                                           |
| Синобурю        | Шочикуяма                                                                        |
| Лиза Гайе       | Малфари                                                                          |
| Джессика Даблин | Миссис Джанко мать Мстителя                                                      |
| Джек Купер      | Биг Мак Джанко отец Мстителя                                                     |
| Эрика Шикель    | Биг Мак Джанко психиатр                                                          |
| Дэн Сноу        | Человек с сигарой бандит                                                         |

## Производство
Когда началось производство, Джон Алтамура сыграл «Токсичного мстителя», а Рон Фацио сделал удвоение в основном для длинных снимков персонажа, поскольку он был назначен уже как исполнительный директор. Однако, согласно интервью Фацио в 2001 году, Алтамура злоупотреблял своим авторитетом, пожаловавшись на макияж и угрожая некоторым сотрудникам, подталкивая Кауфмана к увольнению Алтамура. Затем Кауфман нанял Фацио, чтобы сыграть Токсичного Мстителя, когда производство переместилось в Токио. Тем не менее, Кауфман сохранил сцены с Альтамурой в фильме, поэтому в последовательности боевых действий фильма мы видим, как Фацио и Алтамура сталкиваются друг с другом, Фазио играет в тигрового члена Апокалипсиса Инк, который получает удары из экзорцистского стиля Токсичного Мстителя. Фацио переозвучил Токсичного Мстителя.

## Версии
Версия «Unrated Director's cut», выпущенная на DVD от Troma Entertainment, фактически пропускает почти все сцены крови. Полная версия с дополнительными 10-минутными горами в настоящее время доступна только в комплекте DVD Tox Box.
Японские и немецкие версии - полные. В комплект DVD-дисков «Полный Токсичный мститель» 2008 года входит неисчерпаемая версия и тот же диск, который находится в «Tox Box». Затем фильм в ноябре 2014 года был выпущен на Blu-ray.

## Критика
«Токсичный мститель 2» в настоящее время имеет редкие 0 % на Rotten Tomatoes.